# Verre ionomère
 (juillet 2013).
Si vous disposez d'ouvrages ou d'articles de référence ou si vous connaissez des sites web de qualité traitant du thème abordé ici, merci de compléter l'article en donnant les références utiles à sa vérifiabilité et en les liant à la section « Notes et références ».
Le verre ionomère est un matériau. Il est surtout utilisé en médecine bucco-dentaire. Il peut se présenter sous différentes formes : la plus fréquente est un liquide et une poudre à mélanger en proportions précises.

## Types
Il en existe différents types :
- verre ionomère renforcé à la résine[1] ;
- ciment au verre ionomère[1]. Il est utilisé comme ciment de scellement notamment pour les couronnes tout céramique. Il présente de bonnes propriétés esthétiques par rapport à d'autres matériaux de scellement plutôt opaques.

## Utilisation
Il est utilisé en dentisterie, notamment :
- en odontologie conservatrice, pour obturer des cavités à la suite de caries, en alternative des composites ;
- en prothèse fixée, comme ciment de scellement pour couronnes ou bridges.

Les verres ionomères sont donc surtout utilisés pour obturer les dents temporaires.

## Avantages
- propriétés intrinsèques d'adhésion à la dentine ;
- relargage de fluor ;
- tolérance à l'humidité lors de la pose.
- biocompatibilité avec la dentine et l'email

## Inconvénients
- résistance limitée.
- esthétique médiocre.
- mauvaise aptitude au polissage.